# Lijst van luitenant-gouverneurs van de Andamanen en Nicobaren
Dit is een lijst van luitenant-gouverneurs van het Indiase unieterritorium Andamanen en Nicobaren. De luitenant-gouverneur is hoofd van het unieterritorium en wordt aangewezen door de president. De rol van de luitenant-gouverneur komt overeen met die van gouverneur in de Indiase deelstaten.

## Superintendents van Port Blair (1858–1872)
| # | Naam                      | Begin termijn   | Einde termijn |
| - | ------------------------- | --------------- | ------------- |
| 1 | Henry Stuart Man          | 22 januari 1858 | 1858          |
| 2 | James Pattison Walker     | 1858            | oktober 1859  |
| 3 | John Colpoys Haughton     | oktober 1859    | 1862          |
| 4 | Robert Christopher Tytler | april 1862      | februari 1864 |
| 5 | Barnett Ford              | 1864            | 1868          |
| 6 | Henry Stuart Man          | 1868            | 1871          |
| 7 | Frederick Lyon Playfair   | 1871            | 1872          |

## Chief Commissioners van de Andamanen en Nicobaren (1872–1945)
| #   | Naam                          | Begin termijn  | Einde termijn |
| --- | ----------------------------- | -------------- | ------------- |
| 1   | Donald Martin Stewart         | 1872           | 1875          |
| 2   | Charles Arthur Barwell        | 1875           | 1878          |
| 3   | Thomas Cadell                 | 1878           | 1892          |
| 4   | Norman Mcleod Thomas Horsford | 1892           | 1894          |
| 5   | Richard Carnac Temple         | 1894           | 1904          |
| 6   | William Rudolph Henry Merk    | 1904           | 1906          |
| 7   | Herbert Arrott Browning       | 1906           | 1913          |
| 8   | Montague William Douglas      | 1913           | 1920          |
| 9   | Henry Cecil Beadon            | 1920           | 1923          |
| 10  | Michael Lloyd Ferrar          | 1923           | 1931          |
| 11  | John William Smith            | 1931           | 1935          |
| 12  | William Alexander Cosgrave    | 1935           | 1938          |
| 13  | Charles Francis Waterfall     | 1938           | 23 maart 1942 |
| 14  | Bucho                         | 23 maart 1942  | 1943          |
| 15  | A. D. Loganathan              | december 1943  | augustus 1945 |
| wnd | Mansoor Ali Alvi              | 2 oktober 1944 | augustus 1945 |

## Japans militair commandant (1942–1945)
| # | Naam             | Begin termijn | Einde termijn  |
| - | ---------------- | ------------- | -------------- |
| 1 | Shigeru Ishikawa | 1942          | juni 1944      |
| 2 | Teizo Hara       | juni 1944     | 6 oktober 1945 |

## Gouverneurs van de Andamanen en Nicobaren (1945–1947)
| # | Naam                      | Begin termijn | Einde termijn    |
| - | ------------------------- | ------------- | ---------------- |
| 1 | Charles Francis Waterfall | 1945          | 1946             |
| 2 | Noel Kennedy Patterson    | 1946          | 15 augustus 1947 |

## Chief Commissioners van de Andamanen en Nicobaren (1946–1982)
| #  | Naam                    | Begin termijn   | Einde termijn |
| -- | ----------------------- | --------------- | ------------- |
| 1  | Inamul Majid            | 7 februari 1946 | 1949          |
| 2  | Ajoy Kumar Ghosh        | 1949            | 1953          |
| 3  | Sankar Nath Maitra      | 1953            | 1956          |
| 4  | C. Ramachandran         | 1956            | 1956          |
| 5  | T. G. N. Ayyar          | 1956            | 1958          |
| 6  | M. V. Rajawade          | 1958            | 1961          |
| 7  | B. N. Maheshwari        | 1961            | 5 juni 1965   |
| 8  | Brij Lai Chak           | 23 Juni 1965    | 1966          |
| 9  | Mahabir Singh           | 1966            | 1968          |
| 10 | Harcharan Singh Butalia | oktober 1968    | 1972          |
| 11 | Harminder Singh         | 1972            | 1975          |
| 12 | Sunder Mohan Krishnatry | 1975            | 1979          |
| 13 | Sunder Lal Sharma       | 1979            | 1982          |

## Luitenant-gouverneurs van de Andamanen en Nicobaren (1982–heden)
| #    | Naam                     | Begin termijn    | Einde termijn    |
| ---- | ------------------------ | ---------------- | ---------------- |
| 1    | Manohar Lal Kampani      | 12 november 1982 | 3 december 1985  |
| 2    | Tirath Singh Oberoi      | 4 december 1985  | 24 februari 1990 |
| 3    | Ranjit Singh Dayal       | 25 februari 1990 | 4 juli 1992      |
| 4    | Bhishma Narain Singh     | 4 juli 1992      | 13 augustus 1992 |
| 5    | Ranjit Singh Dayal       | 14 augustus 1992 | 18 maart 1993    |
| 6    | V. B. Purushothaman      | 19 maart 1993    | 18 maart 1996    |
| 7    | Rajendra Kumari Bajpai   | 19 maart 1996    | 9 november 1996  |
| wnd  | M. Chenna Reddy          | 10 november 1996 | 2 december 1996  |
| (7)  | Rajendra Kumari Bajpai   | 2 december 1996  | 22 december 1996 |
| 8    | Ishwari Prasad Gupta     | 23 december 1996 | 25 mei 2001      |
| 9    | Nagendra Nath Jha        | 26 mei 2001      | 4 januari 2004   |
| 10   | Ramachandra Ganesh Kapse | 5 januari 2004   | 28 november 2005 |
| wnd  | Madan Mohan Lakhera      | 29 november 2005 | 23 december 2005 |
| (10) | Ramachandra Ganesh Kapse | 24 december 2005 | 11 februari 2006 |
| 11   | Madan Mohan Lakhera      | 12 februari 2006 | 28 december 2006 |
| 12   | Bhopinder Singh          | 29 december 2006 | 7 juli 2013      |
| 13   | A. K. Singh              | 8 juli 2013      | 21 augustus 2016 |
| 14   | Jagdish Mukhi            | 22 augustus 2016 | 7 oktober 2017   |
| 15   | Devendra Kumar Joshi     | 8 oktober 2017   | huidig           |